# 小野正則
小野 正則（おの まさのり、1907年1月20日 - 1989年12月7日）は、日本の経営者。明治乳業社長を務めた。北海道出身。

## 来歴・人物
1926年に小樽高等商業学校を卒業し、同年に明治製菓に入社。1944年に明治乳業に転じ、1959年11月に取締役に就任し、常務、専務を経て、1973年5月に社長に就任。1977年6月に会長に就任し、1979年6月には相談役に就任。
1989年12月7日急性心不全のために死去。82歳没。